# 詹姆斯·喬治·尼丹
詹姆斯·喬治·尼丹（英語：James George Needham；1868年3月16日—1957年5月10日）是美國在20世紀上半世纪的昆虫学家，專長於蜻蜓方面的研究。1927年至1928年曾前往當時的中國，並指導當地的新生代昆蟲學專家。

## 生平
尼丹出生於美國伊利諾伊州的維吉尼亞。早年（1896年–1898年）於康奈尔大学追隨約翰·亨利·康斯托克求學，之後於Lake Forest University教授生物学（1898年–1907年）。1908年，尼丹回到康奈尔大学，出任湖沼學的助理教授。1914年，康斯托克退休，尼丹退職教授， 繼任昆蟲學系的系主任，直至1935年退休為止。尼丹曾出版於無數科學期刊、教育論文及教科書，但最為人所知的，是他與其師長康斯托克共同制定、用於描述昆蟲翅螃翅脈的康尼脈序系統。
尼丹是美國昆蟲學學會、美國科學促進會及美國湖沼學學會（the Limnological Society of America）的成員。

## 著作
尼丹著有及合著25有本書：
- Elementary Lessons in Zoology (1895)
- A Manual of the Dragonflies of North America (1955)

## 紀念
在康奈尔大学所在地的美國紐約州伊萨卡有一條街道叫做「尼丹坊」（Needham Place），而尼丹本人就住在尼丹坊6號。